# Миннеола (тауншип, Миннесота)
Миннеола (англ. Minneola) — тауншип в округе Гудхью, Миннесота, США. На 2000 год его население составило 657 человек.

## География
По данным Бюро переписи населения США площадь тауншипа составляет 87,7 км², из которых 87,7 км² занимает суша, a вода составляет 0,03 %.

## Демография
По данным переписи населения 2000 года здесь находились 657 человек, 234 домохозяйства и 190 семей. Плотность населения — 7,5 чел./км². На территории тауншипа расположено 239 построек со средней плотностью 2,7 построек на один квадратный километр. Расовый состав населения: 97,41 % белых, 0,15 % афроамериканцев, 0,15 % коренных американцев, 0,61 % азиатов, 0,61 % — других рас США и 1,07 % приходится на две или более других рас. Испанцы или латиноамериканцы любой расы составляли 0,15 % от популяции тауншипа.
Из 234 домохозяйств в 38,9 % воспитывались дети до 18 лет, в 75,2 % проживали супружеские пары, в 3,8 % проживали незамужние женщины и в 18,8 % домохозяйств проживали несемейные люди. 15,0 % домохозяйств состояли из одного человека, при том 5,6 % из — одиноких пожилых людей старше 65 лет. Средний размер домохозяйства — 2,81, а семьи — 3,13 человека.
28,6 % населения — младше 18 лет, 4,7 % — в возрасте от 18 до 24 лет, 28,6 % — от 25 до 44, 26,0 % — от 45 до 64, и 12,0 % — старше 65 лет. Средний возраст — 38 лет. На каждые 100 женщин приходилось 104,7 мужчин. На каждые 100 женщин старше 18 приходилось 102,2 мужчин.
Средний годовой доход домохозяйства составлял 50 000 долларов, а средний годовой доход семьи — 54 167 долларов. Средний доход мужчин — 34 875 долларов, в то время как у женщин — 29 861. Доход на душу населения составил 23 329 долларов. За чертой бедности находились _ семей и _ всего населения тауншипа, из которых — люди моложе 18 и старше 65 лет.